# Quick Draw McGraw
Quick Draw McGraw este un serial de animație produs de studioul Hanna-Barbera. Este al treilea serial produs de studio, urmat de succesul lui Ruff și Reddy și Huckleberry Hound. A debutat în sindicalizare la sfârșitul anului 1959 și a fost sponsorizat de Kellogg. Actorul Daws Butler i-a redat vocea personajului principal, Quick Draw. Fiecare episod conține trei desene, unul cu Quick Draw, altul cu duoul de câini tată-fiu Augie Doggie și Doggie Daddy și altul cu detectivii pisică și șoarece Snooper și Blabber. Michael Maltese a lucrat la majoritatea poveștilor episoadelor.
În România, serialul s-a difuzat pe Boomerang, dar numai disponibil în engleză.

## Premisă
Quick Draw este un cal antropomorfic alb, și înalt, portretizat ca un șerif în Vestul Sălbatic. De obicei el este văzut alături de adjunctul său, un burro mexican numit Baba Looey, ce vorbește engleză cu un accent mexican și îi spune partenerului său "Queeks Draw". Quick Draw satirizează genul Western care era popular printre publicul american în acea vreme. Caracterul lui a fost bine-intenționat, dar oarecum prostuț. El era întotdeauna chemat când venea vorba de o crimă sau un jaf, și era bine cunoscut în satul lui. Însă chiar dacă Quick Draw este eroul, Baba Looey era cel ce era mai luminat la minte, uneori realizând unele detalii despre o situație și încercând fără succes, în mod disperat, să îl avertizeze pe Quick Draw de o capcană sau alt pericol.
De asemenea Quick Draw a fost acompaniat în unele episoade de copoiul său, Snuffles. Acesta arăta degetul la gura sa și făcea "ah-ah-ah-" când dorea un biscuite (de obicei înainte de a îl ajuta pe Quick Draw la ceva, vrând mai înainte o "gustărică"). Când îl primea, Snuffles se îmbrățișa pe sine, își dădea drumul în aer și plutea înapoi jos pe pământ (datorită faptului că îi plăcea foarte mult).
În unele episoade Quick Draw Mcgraw se îmbrăca în propriul alter-ego, fiind atunci cunoscut sub numele de El Kabong (fiind o parodie a personajului din cărți și filme Zorro). Sub această identitate, Quick Draw își ataca inamicii legănându-se în jos pe o frânghie strigând "OLAYYYYEEEE! KABOOOOOONG!" și lovindu-i puternic în cap cu o chitară acustică, fiind mereu referită ca un "kabonger" și producând un sunet distinctiv de kabong și de obicei fiind distrusă în proces.
Quick Draw McGraw a fost jucat de Daws Butler (1959-1988), Greg Burson (în Wake, Rattle, and Roll) și Maurice LaMarche (în Harvey Birdman: Attorney At Law), iar în versiunile românești de Alexandru Rusu (în Evadarea lui Yogi), Pavel Sârghi (în Bunul, răul și câinele Huckleberry) și Răzvan Vicoveanu (în Yogi și vânătoarea de comori).

## Episoade

### Sezonul 1
1. Scary Prairie
2. Bad Guys Disguise
3. Scat, Scout, Scat
4. Choo-Choo Chumps
5. Masking For Trouble
6. Lamb Chopped
7. Double Barrel Double
8. Riverboat Shuffled
9. Dizzy Desperado
10. Sagebrush Brush
11. Bow-Wow Bandit
12. Six-Gun Spook
13. Slick City Slicker
14. Cattle Battle Rattled
15. Doggone Prairie Dog
16. El Kabong
17. Gun Gone Goons
18. El Kabong Strikes Again
19. Treasure Of El Kabong
20. Locomotive Loco
21. Bronco Bustin’ Boobs
22. The Lyin’ Lion
23. Chopping Spree
24. Elephant Boy Oh Boy!
25. Bull-Leave Me
26. Kabong Kabong’s Kabong

### Sezonul 2
1. El Kabong Meets El Kazing
2. Bullet Proof Galoot
3. Two Too Much
4. Twin Troubles
5. Ali-Baba Looey
6. Shooting Room Only
7. Yippee Coyote
8. Gun Shy Gal
9. Who Is El Kabong?
10. Scooter Rabbit
11. Talky Hawky
12. Extra Special Extra
13. El Kabong, Jr.

### Sezonul 3
1. El Kabong Was Wrong
2. Dynamite Fright
3. Baba Bait
4. Big Town El Kabong
5. Mine Your Manners
6. The Mark Of El Kabong

## Legături externe
- Quick Draw McGraw la Internet Movie Database
- Quick Draw McGraw la TV.com